# IC 3004
IC 3004 ist eine Spiralgalaxie vom Hubble-Typ Scd im Sternbild Jungfrau nördlich der Ekliptik. Sie ist schätzungsweise 281 Millionen Lichtjahre von der Milchstraße entfernt und hat einen Durchmesser von etwa 80.000 Lichtjahren.

Im selben Himmelsareal befinden sich u. a. die Galaxien IC 2994, IC 3008, IC 3017, IC 3018.
Das Objekt am 7. Mai 1904 von Royal Harwood Frost entdeckt.